# اسپهبدان گیلان
اِسْپَهْبَدانِ گیلان یا اسپهبدان آستارا نام یک شاهزاده‌نشین کوچک با حاکمانی به همین نام و به پایتختی آستارا بوده‌است. عنوان عمومی حاکمان این منطقه اسپهبد بوده که از خاندان اسپهبد اخذ شده‌است. زمان آغاز حکومت اسپهبدان نامعلوم است. کهن‌ترین آگاهی از اسپهبدان به دوران تصرف آذربایجان به دست اعراب در سال ۶۴۲ میلادی/ ۲۱ هجری بازمی‌گردد که گفته شده حاکم این منطقه، عنوان اسپهبد داشته‌است. همچنین گزارشی مبنی بر تأیید حاکمیت اسپهبدان گیلان از سوی خلیفه مسلمانان علی بن ابی‌طالب وجود دارد. تاریخ دقیق پایان کار اسپهبدان نیز همچون آغاز آن، نامعلوم است. سرگذشت تعدادی از اسپهبدان در منابع تاریخی موجود است که بر این اساس، آخرین اسپهبد شناخته شده اسپهبد شاپور است. وی در سال ۱۴۰۹ میلادی / ۸۱۱ هجری درگذشته‌است. اگرچه نام و اطلاعاتی از سرگذشت حاکمان آستارا پس اسپهبد شاپور نیز موجود است اما انتساب داشتن یا نداشتن آنان به حکومت اسپهبدان نامعلوم است. مهرانیان آستارا اصلی‌ترین دودمان حاکم بر اسپهبد بوده و پس از پایان یافتن حکومت اسپهبد نیز همچنان تسلط خود را بر سرزمین موروثی حفظ کرده و فرمان راندند. مهرانیان آستارا نیز همانند مهرانیان ارّان، خود را شاخه‌ای از خاندان مهران می‌دانستند.
علاوه بر روحیهٔ جنگاوری مردمان سرزمین اسپهبد، محاصرهٔ این سرزمین توسط دریا و جنگل‌های انبوه، قدرت دفاعی اسپهبدان در برابر دشمنانشان را افزایش چشمگیری داده بود. قلمروی اسپهبدان در بیشترین گسترش خود، از جنوب تا اسالم و از شمال تا انتهای دشت مغان رسیده بود. پایتخت مملکت اسپهبد در قرون اولیه پس از ظهور اسلام، در شمال قلمرو مستقر بوده و به مرور زمان به مناطق جنوبی‌تر منتقل شده و تا قرن هشتم هجری قمری در شیندان بود که در نهایت به شهر اسپهبد منتقل شده بود. موقعیت جغرافیایی شهر اسپهبد، امروزه در نزدیکی آستارا واقع شده‌است.

## جغرافیای طبیعی و سیاسی
تاریخ الجایتو در شرح لشکرکشی هلاکو خان به ایران در سال ۶۵۴ قمری، از شندان با عنوان مستقرّ سریر مملکت سپهبد یاد کرده و می‌گوید: «ساکنین مملکت سپهبد به ایلخانان سر اطاعت فرو نمی‌آوردند». همهٔ ساکنان این سرزمین، جنگجو بودند. جغرافیای طبیعی آن که از طرفی جنگل‌های انبوهِ از درخت و از طرفی دریا بود، از لحاظ استراتژیک اهمیت فوق‌العاده‌ای داشت و دشمن از بیم شکست یافتن، جرأت نمی‌کرد به این مملکت دست‌درازی کند. همچنین قلعه شندان مثل دژ مستحکمی، پابرجا بوده و از برای دفاع، از لحاظ استراتژیک اهمیت ویژه‌ای داشت. در سال ۶۱۹ هجری، لشکریان مغول پس از تسخیر تبریز، شروان‌شاه را به طرف تالش جهت تسخیر این منطقه گسیل داشتند ولی به علت باران‌های موسمی و سیلابی شدن رودخانه‌ها و وجود جنگل‌های انبوه و نیز نیش پشه مالاریا، بسیاری از لشکریان مغول به تب نوبه مبتلا شده و از بین رفتند. سرانجام اتابک اعظم از آذربایجان به تالش آمده و صلح را با رضایت تالش‌ها برقرار نمود. مردم تالش در آن عصر، مسلمان، زرتشتی و یهودی بودند.
شارل شفر شرق‌شناس فرانسوی، مقرّ سریر اسپهبد را از اسالم تا شندان دانسته‌است. پایتخت اسپهبد از سده چهاردهم میلادی/هشتم قمری، آستارا بوده‌است. در بسیاری از نوشته‌های مورخان، ولایت آستارای قدیم را ولایت «اسپهبد» یا «اصفهبد» نوشته و حاکم آنجا را هم اسپهبد می‌نامیدند. یاقوت حموی آن را «اِصْفَهْبُذان» خوانده‌است. حمدالله مستوفی در نزهةالقلوب می‌گوید اسپهبد شهری متوسط بوده و حاصل‌اش غله، میوه و برنج است. این ناحیه از گیلان، ناحیه‌ای آبادان و با نعمت و توانگر است. وی طعام اصلی مردم اسپهبد را برنج و ماهی ذکر کرده و از وجود شهرک‌هایی در این منطقه یاد کرده‌است که مساجد و بازارهایی دارند که از این بازارها، ماهی، جارو و حصیرِ مصلی به نقاط مختلف جهان صادر می‌گردد.

«اگر سرایندهٔ مثنوی حیات داشت، من او را از قونیه به گیلان و شهر اسپهبدان می‌فرستادم تا وارد کارگاه‌های بافتن پارچه‌های ابریشمین شود و ببیند که در آنجا، صانع از مصنوع زیباتر می‌باشد... »

تیمور در کتاب منم تیمور جهانگشا
حافظ ابرو می‌نویسد که تا پیش از محمد خدابنده اولجایتو، امرای مغول نتوانسته بودند بر گیلان حاکم شوند؛ لذا هنگامی که الجایتو در سال ۷۰۶ قمری قصد تسخیر گیلان را داشت، دستور داد حمله را از چهار محور آغاز کنند که محور اردبیل به اسپهبد و سپس به گسکر به فرماندهی امیر چوپان، یکی از این مسیرهای چهارگانه بوده‌است. در جریان این لشکرکشی «ملک رکن‌الدین احمد» حاکم اسپهبد، خود را به امیر چوپان تسلیم کرده بود. رشیدالدین فضل‌الله همدانی تاریخ‌نگار عصر ایلخانی مسیر حرکت امیر چوپان را به صورت «از آستارا سپهبد و گسکر» ذکر کرده‌است. ستوده از این عبارت نتیجه گرفته‌است که سپهبد مابین آستارا و گسکر قرار داشت. عون‌اللهی نیز معتقد است که به‌طور قطع می‌توان گفت که اراضی میان آستارا و گسکر را سپهبد می‌خوانده‌اند اما نعمت‌اللهی این فرضیه را رد کرده‌است. وی، ناآشنایی با زبان و جغرافیای منطقه را علت این اشتباه یاد کرده و «آستارا سپهبد» را یک عبارت متصل دانسته‌است.
ابن بزاز اردبیلی در صفوةالصفا در بیان چگونگی آشنایی شیخ صفی‌الدین اردبیلی با شیخ زاهد گیلانی، محل زندگی زاهد گیلانی را در منطقهٔ «گیلان اصفهبد» ذکر کرده که به همراه دو همسرش در دو روستای اصفهبد به نام‌های سیاورود و حلیه‌کران سکونت دارد. این دو روستا اکنون در شهرستان لنکران جمهوری آذربایجان قرار دارند. همچنین در یک سند تاریخی آمده‌است که ملک احمد، مالکیت سه روستای کِنْلِچه، سیدیل و آرادی را به شخصی به نام بدرالدین محمود بخشیده بود. تحقیقات والتر هنینگ بر روی این سند نشان می‌دهد که این سه روستا در حوضهٔ ویلَژ رود بوده‌اند. این نکته، بیانگر فراتر رفتن گسترهٔ قلمروی اسپهبد تا انتهای سرزمین‌های تالش‌زبانان و همسایگی با ترک‌های آذری‌زبان است؛ بنابراین در صورتی که اسپهبد حاکم همهٔ تالشان بوده باشد، حکمرانی او بر دشت مغان دور از ذهن نخواهد بود. نعمت‌اللهی در تاریخ جامع آستارا و حکام نمین، با اشاره به موضوع کشف یک مسیر لوله‌کشی آب با لوله‌های سفالی در روستای خانه‌های آسیاب، لزوم انجام کاوشهای باستان‌شناسی برای به دست آوردن جزئیات بیشتری از سرگذشت اسپهبدان و کشف ابعاد تمدن آنان را مورد تأکید قرار داده‌است.
محدودهٔ تاریخی شهر اسپهبد در سه کیلومتری غرب آستارا قرار دارد. بخش جنوبی اسپهبد در روستای فعلی باغچه‌سرا واقع بوده‌است که آن محله پس از غائله آذربایجان و احداث پاسگاه مرزی در آنجا، به نام «باغ سیروس» خوانده شده‌است و بخش شمالی آن نیز در آنسوی رود آستارا قرار دارد. مجموع این دو محله را منازل هفت‌گانه (به ترکی: یِدْدی اِوْلَر) می‌گویند.

## سرگذشت اسپهبدان شناخته شده
اسپهبدان حاکمانی مستقل بوده و صاحب حکومتی خودمختار بودند. در زمان خلافت علی بن ابی‌طالب، اسپهبدان به همراه تعدادی از شاهزادگان گیل‌ها و دیلم‌ها به نزد وی رفته و تأییدیه حکمرانی در قلمروی خود را دریافت کرده بودند. در کتاب تاریخ شروان و دربند چندین بار از نبردهای شِندانیان با دولت‌های خزر و سریر و نیز شروان در قرن‌های دوم تا پنجم گفته شده‌است. شندانیان در یکی از این نبردها به سال ۴۲۹ قمری تا دربند پیش رفته و قصد تصرف آن را داشتند اما ناکام ماندند.
در سال ۳۲۶ قمری، هنگامی که لشکری بن مردی رهبر شورشی گیلانی به جنگ با دیسم بن ابراهیم حاکم آذربایجان رفت، از کمک‌های «ابن دلوله» اسپهبد مغان بهره برده و پس از شکست دادن دیسم، اتحاد خود با ابن دلوله را حفظ کرد. به گفتهٔ کسروی، مردم مغان گروهی بسیار دلیر و جنگجو از کوه‌نشینان آذربایجان بودند. پس از حمله اعراب به ایران، مغان نیز همانند دیلم و گیلان از اعراب تبعیت نکرد. آنان حاکمان مستقلی به نام اسپهبد داشتند. بنا به نوشتهٔ ابن خردادبه در اوایل قرن سوم هجری، «شکله» اسپهبد مغان بود. در زمان وهسودان بن مملان نیز مغان دارای اسپهبدی بوده که عون‌اللهی او را «اسپهبد گیلان و مغان» دانسته‌است. شرح نبرد روادیان با اسپهبد مغان در دیوان اشعار قطران تبریزی آمده‌است. گای لسترنج می‌گوید مغان گاهی جزء آذربایجان محسوب می‌گردید ولی غالباً ناحیه‌ای جداگانه و مستقل را تشکیل می‌داد. در سال ۴۴۶ و در جنگی که بین قشون ابونصر مملان ابن وهسودان و اسپهبد مغان درگرفت، نظر به فزونی قشون ابونصر، اسپهبد مغان شکست خورده و ناگزیر از اطاعت وهسودان گردید. برای اینکه بعدها اسپهبدان از در مخالفت درنیایند، ابونصر قلعه‌ای را در اردبیل بنا نهاده و عده‌ای از قشون خود را در آنجا به پاسداری گماشت.
با این که اطلاعات دقیقی وجود ندارد که ثابت کند یک شاهزاده‌نشین دیگر نیز برای مدت زمان طولانی با گستره‌ای مابین گیلان و مغان وجود داشته و نام حاکمان آن نیز اسپهبد بوده باشد؛ مینورسکی معتقد است نمی‌توان با اطمینان، اسپهبدان گیلان را ادامهٔ اسپهبدان مغان دانست. او تصریح کرده که در صورت یکی بودن این دو، احتمالاً ابتدا پایتخت اسپهبد در دشت مغان واقع در مناطق شمالی قلمرو و نزدیک رود ارس بوده و بعدها به سمت جنوب قلمرو منتقل شده‌است. در تاریخ الجایتو آمده است که «مغان متصل به گیلان بود و مملکت ولایت سپهبدان را سیاه گیلان می‌خواندند». نعمت‌اللهی معتقد است در یک دوره تاریخی، مغان بخشی از مملکت اسپهبد بوده و نام آن بر کل سرزمین اطلاق شده‌است.
در اواخر امپراتوری سلجوقی، شخصی به نام «نصرت‌الدین ابوالمظفر اسپهبد کیا لواشیر» حیات داشته که خاقانی، چندین شعر در ستایش آزادگی او سروده و در عزای درگذشت ناگهانی او، مرثیه‌سرایی کرده‌است. وی در این مرثیه، خداحافظی خود را به شندان و ارچوان گفته‌است که به ترتیب نام‌های قلعه‌ای باستانی در آستارا و روستایی در نزدیکی آستارا است. با این که ممکن است این اسپهبد، تنها یک شاخهٔ منفرد از دودمان اسپهبدان باشد، اما مسلّم است که آنان حتی در دوران سلطهٔ ایلخانان نیز جان سالم به در برده بودند.
| پادشاه تازه و تر و جوان      |  | همچو شاخ ارغوان بدرود باد   |
| ای جمال‌الدین چو اصفهود نماند |  | حصن شندان، ارجوان بدرود باد |
| — دیوان خاقانی               |  |                             |

با مرگ رکن‌الدین احمد در سال ۷۱۱ قمری داوود مهرانی فرزند مراد به حکومت رسید. وی بر آیین مهرپرستی بوده‌است. حاکمان بعدی دودمان مهرانی از نسل او هستند. در کتاب صفوةالصفا حکایتی از مَلِک گیلان به نام «حاجی سام» آمده که سازندهٔ خانقاه شیخ صفی‌الدین اردبیلی در دوران حیات او بوده و در هنگام نگارش کتاب صفوةالصفا در قید حیات نبود. در ادامه نیز حکایت قتل اسپهبد گیلان و برادرش در نتیجهٔ یک آشوب به نام فتنهٔ گیلان در اواخر دوران حکومت ملک اشرف آمده که به دنبال این حوادث، روابط صدرالدین موسی، فرزند شیخ صفی‌الدین اردبیلی، و ملک اشرف تیره شده و حتی صدرالدین به زندان افتاده بود. دیگر زمامدار اسپهبدان در این عصر، اسپهبد حسین است. حکایتی از او در دیوان اشعار قاسم انوار شاعر قرن هشتم هجری وجود دارد. تخت‌گاه اسپهبد حسین در آستارا بوده‌است.
| بود در گیلان سپهبد زاده‌ای    |  | نیک‌مردی، مقبلی، آزاده‌ای     |
| مملکت را پاک کرد از شرّ و شِیْن |  | با لقب نامش: جلال‌الدین حسین |
| پادشاهی بس ارادتمند بود      |  | طالبِ درویش و دانشمند بود    |
| صوفیان صافْ‌دل را خاکِ راه      |  | داشت اندر آستارا تخت‌گاه     |
| — کلیّات قاسم انوار           |  |                             |

آرامگاه یکی دیگر از اسپهبدان آستارا به نام اسپهبد شاپور با تاریخ درگذشت به سال ۸۱۱ قمری در روستای پوته‌سر آستارای شمالی واقع است. حریری او را از اعقاب اسپهبدان گاوباره دانسته‌است.

### فهرست
فهرست حاکمان شناخته شده از اسپهبدان به شرح زیر است:
| اسپهبد         | دوران تصدی        | مقر حکومت |
| -------------- | ----------------- | --------- |
| ؟              | ؟ – ۲۱            | دشت مغان  |
| ؟              | اوایل قرن دوم     | دشت مغان  |
| شکله           | اوایل قرن سوم     | دشت مغان  |
| ابن دلوله      | اوایل قرن چهارم   | دشت مغان  |
| حسام           | اواسط قرن پنجم    | دشت مغان  |
| قباد           | ؟ – ۴۵۶           | شیندان    |
| کیا لواشیر     | حدود قرن ششم      | شیندان    |
| رکن‌الدین احمد  | ؟ – ۷۱۱           | آستارا    |
| داوود          | ۷۱۱ – ؟           | آستارا    |
| سام            | معاصر با ملک اشرف | آستارا    |
| جلال‌الدین حسین | حدود قرن هشتم     | آستارا    |
| امیر گونه خان  | معاصر با تیمور    | آستارا    |
| شاپور          | ؟ – ۸۱۱           | آستارا    |

## تشابه و تمایز با سلسله‌های هم‌نام
سلسله اسپهبدان که از قرن دوازدهم میلادی/ششم قمری به دست مهرانیان آستارا اداره شده است، هم در عنوان حکمرانان خود، و هم در نام دودمان حاکم، تشابه فراوانی با همسایگان خود دارد. عنوان عمومی حاکمان سرزمین اسپهبدان، اسپهبد بوده که به گفتهٔ لسترنج، این عنوان از نام خاندان اسپهبد اخذ شده‌است. اسپهبد در شمال ایران کاربرد دیرینه‌ای دارد. این عنوان از دورهٔ دابویگان گاوباری رواج داشته و اغلب حاکمان طبرستان و گیلان با این نام خود را می‌شناساندند.
از سوی دیگر، مهرانیان آستارا که دودمان حاکم بر اسپهبد بودند، همانند مهرانیان ارّان، خود را شاخه‌ای از خاندان مهران می‌دانستند. خاندان مهران یکی از هفت خاندان ممتاز ایران باستان است. مهرانیان ارّان که در نزدیکی سرزمین اسپهبدان نیز مستقر بوده و حکومت آلبانیای قفقاز را در اختیار داشتند هم خود را منتسب به خاندان مهران می‌دانستند. عبدلی از این تشابه و نزدیکی نتیجه گرفته که مهرانیان آستارا، بازماندگان مهرانیان ارّان هستند. آنان پس از این که آلبانیای قفقاز را از دست دادند، به سراغ مملکت اسپهبد آمده و حکومت اسپهبد را به دست گرفتند. مهرانیان پس از انقراض حکومت اسپهبدان نیز همچنان حاکمیت خود را بر سرزمین آستارا حفظ کرده بودند تا این که خان‌های تالشی از عصر افشاریان قدرت را از دستشان خارج کردند. مهرانیان پیش از مسلمان شدن، بر آیین مهرپرستی بودند.

## فرجام اسپهبدان
همان طور که پیش‌تر نیز گفته شد، حاکمیت منطقهٔ آستارا از عصر ایلخانان تا دوران افشاریان در اختیار مهرانیان بوده‌است؛ اما مشخص نیست که مهرانیان به‌طور دقیق تا چه زمانی در قالبِ دولت اسپهبدان حکومت کرده‌اند. آخرین حاکم شناخته‌شده در آستارا پیش از تأسیس دولت صفوی، معاصر با اوزون حسن پادشاه آق‌قویونلو بوده‌است. اوزون حسن در سال ۸۷۳ قمری پس از فرستادن یادگار محمدمیرزا به خراسان، از راه اردبیل به عزم قلع و قمع امیره سلطان آستارا توجه نمود. وی امیر علی‌بیگ پسر امیر بایزید بسطام را که امارت اردبیل، قزل‌آغاج و مغانات را داشت، با قشونی بسیار به قلعه شندان فرستاد. امیر سلطان که والی آن دیار بود، رسولانی فرستاده و امان طلبیده بود که با وساطت شیخ جعفر موسوی اردبیلی، اوزون حسن با این درخواست موافقت کرده و به تبریز بازگشت.
همچنین تالش در دوران صفوی چندین بار مرکز شورش‌هایی علیه حکومت مرکزی بوده‌است که به بهانهٔ این رخدادها نیز نام برخی از حاکمان آستارا در آن دورهٔ تاریخی، در منابع تاریخی نمایان شده‌است. از جملهٔ این رخدادها، شورش امیره قباد حاکم آستارا ذیل وقایع سال ۹۴۶ قمری در کتاب احسن‌التواریخ آمده‌است. قوای دولتی برای سرکوب قباد به ارچوان ارسال شده و طی نبرد، او و ۸۰۰ نفر از نیروهایش را به هلاکت رساندند. پس از قباد، بایَنْدُرخان مهرانی حاکم آستارا شد. او پدربزرگ ساروخان مهرانی حاکم آستارا در عصر شاه صفی یکم است. تنها اطلاعات موجود از هویت حکومت بایندرخان، توسط گریگوری ملگونف آکادمیسین روسی نقل شده‌است. وی در کتاب خود، ملک بایندرخان حاکم آستارا را از گاوبارگان بادوسپانی شاخه کیومرثیه دانسته‌است که احتمال اسپهبد بودن بایندرخان را بیان می‌کند.